# Wolfgang Decker
Pour les articles homonymes, voir Decker.
Wolfgang Decker, né le 27 juillet 1941 et mort le 28 avril 2020, est un historien allemand spécialiste de l'histoire de l'activité physique antique en Égypte et en Grèce. Il est professeur à l'Institut d'histoire du sport de l'École supérieure du sport de Cologne et cofondateur de la revue du sport antique Nikephoros en 1988.

## Publications (non exhaustive)
- Annotierte Bibliographie zum Sport im alten Ägypten, Hildesheim, TI 1978, TII 2002.
- Sport und Spiel im Alten Ägypten, Munich, 1987.
- (avec Jean-Paul Thuillier) Le sport dans l'Antiquité, Paris, Picard, 2004,  (ISBN 2-7084-0596-9).